# Joanna Helanderová
Joanna Helanderová de domo Koszyk (nepřechýleně Joanna Helander; * 15. ledna 1948 Slezská Ruda) je polská fotografka, režisérka dokumentárních filmů, spisovatelka a překladatelka. Dokumentarista každodenního života v Polské lidové republice a autorka filmových a fotografických portrétů představitelů polské kultury. Žije a pracuje v Göteborgu a Krakově.

## Životopis
Dcera Emilie (rozené Hajdugové) a Gerarda Koszykových z německy mluvící židovské rodiny, která až do druhé světové války žila v Opolském Slezsku. Vystudovala romanistiku na Jagellonské univerzitě v Krakově. Zúčastnila se studentských nepokojů v březnu 1968. Téhož roku byla odsouzena k deseti měsícům vězení za protest proti invazi zemí Varšavské smlouvy do Československa. Ve vězení se setkala se ženami s různými životními zkušenostmi. Tvrdí, že díky tomu rychle vyzrála. Po propuštění z vězení jí byla pozastavena studentská práva, vrátila se do Rudy Śląska a v roce 1971 emigrovala do Švédska, kde se spojila s intelektuálními a uměleckými kruhy. V roce 1976 absolvovala studium fotografie v Göteborgu. Po pěti letech v exilu začala svůj neustálý návrat do vlasti, který byl od té hlavním zdrojem inspirace v její umělecké tvorbě. V roce 1978 byla ve Švédsku vydána její první kniha Kobieta: en bok om kvinnor i Polen, série fotografií a rozhovorů s ženami v Polsku, ukazující jejich každodenní život v Polské lidové republice. V roce 1983 byla ve Švédsku vyhlášena Fotografkou roku .

### Aktivity pro nezávislou kulturu v Polské lidové republice
Udržování kontaktů s lidmi z kultury zapojenými do demokratické opozice v Polsku vedlo v roce 1981 k prezentaci nezávislé kultury na festivalu polského umění, divadla a filmu ve Švédsku. Zúčastnili se ho mimo jiné: umělci skupiny Wprost, Teatr Ósmego Dnia, Ryszard Krynicki a Agnieszka Holland. Poté představila diaporama Ať žije Polsko podle vlastních fotografií a básní Ryszarda Krynickiho a připravila antologii Knebel i słowo, která obsahovala básně Stanisława Barańczaka přeložené do švédštiny a mj. texty napsali: Teresa Torańska, Aldona Jawłowska, Elżbieta Morawiec a Tadeusz Nyczek.
V letech 1981–1982 spoluorganizovala (spolu s Bo Perssonem) oslavu ve Folkets Hus ve Stockholmu, jejíž výtěžek byl určen pro politické vězně v Polsku. Při této příležitosti vyšla ve Švédsku kniha Polska vinterbrev s texty Leszka Kołakowského, Stanisława Barańczaka, Sławomira Mrożka a jejími fotografiemi. Pro Švédský rozhlas připravila pořad podle básně Stanisława Barańczaka Obnovení pořádku, pro švédskou televizi Bitevní loď Potěmkin s básněmi Zbigniewa Herberta, Juliana Kornhausera, Ryszarda Krynickiho a filmovou reportáž, natočenou tajně v Polsku Pohled z podzemí, o složité situaci nonkonformních umělců v Polsku.
V letech 1985–1986 spolu s Bo Perssonem režírovala v Moderna Museet ve Stockholmu poetický kabaret Polska jest senem małąca na básně Mirona Białoszewského, Zbigniewa Herberta, Czesława Miłosze a Wisławy Szymborské a také poetické a hudební představení. Rozdarty jest mój płaszcz s texty Bruna Schulze, Nelly Sachsové a Paula Celana.

## Tvorba

### Knihy a fotoalba
- Kobieta. En bok om kvinnor i Polen (Žena. Spolu s vínem v Polsku, Fyra förläggare, 1978, ISBN 91-85246-23-9)
- Munkavlen och Ordet (Maneten Publishing House & Nya Pustervik Kultur AB, 1981, ISBN 91-75760-02-9)
- Gerard K – Breven från Polen (kniha o otci a osudech slezské rodiny, nakladatelství Norstedts Publishing House, 1986, ISBN 91-18635-02-4)
- Planeten Fantasmagori (fotografie: Joanna Helanderová, básně: Ryszard Krynicki, texty: Adam Michnik, Stanisław Barańczak, překład: Bo Persson, Joanna Helanderová a Göran Tunström, Café Existens Publishing House, 1994, ISBN 91-86054-28-7)
- Powroty. Fotografie / Returning. Photographs (Návraty. Fotografie katalog výstavy v Galerii současného umění Úřadu pro výstavy umění v Katovicích, texty: Joanna Helanderová, Walter Laqueur, Ryszard Krynicki, Stanisław Barańczak, Hans Magnus Enzensberger, Leonard Neuger, Wydawnictwo a5, 1994, ISBN 83-85568-10-7)
- Återkomster (švédský katalog k filmu Återkomster, texty: Joanna Helanderová a Birgitta Trotzig, Kino Koszyk & Folkets Bio, 1994)
- Om Hon från Polen vore Här / Gdyby ta Polka była w Szwecji (Kdyby tato Polka byla ve Švédsku (texty a básně: Wisława Szymborska, Czesław Miłosz, Werner Aspenström a Tomas Tranströmer fotografie: Joanna Helanderová, Almlöfs Förlag, 1999, ISBN 91-88712-07-9, polské vydání: Społeczny Instytut Wydawniczy Znak, 1999, ISBN 83-7006-962-2)
- Podróże po Polsce i innym świecie. Fotografie / Journeys in Poland and another world. Photographs (Cesty v Polsku a jiném světě. Fotografie (publikace k výstavě fotografií v Židovském kulturním centru, texty: Ida Fink, Walter Laqueur; básně: Ryszard Krynicki, Ewa Kuryluk, Judith Herzberg a Nelly Sachs; Fundacja Judaica, 1999, ISBN 83-907715-5-1)
- Spår av Tid (texty: Joanna Helanderová, Paweł Huelle, Mikael Kihlman, Jacek Szewczyk, Örjan Wikström, Adam Zagajewski a Czesław Miłosz; Almlöfs Förlag, 2000, ISBN 91-88712-11-7)
- Ängeln på min gård / Anioł z mojego podwórka (kniha s pohlednicemi, nakladatelství Kino Koszyk Publishing společně s Ars Cameralis Katowice, 2003, ISBN 91-63145-25-1)
- I hjärtat av Europa (text: Władysław Bartoszewski, fotografie: Joanna Helanderová, Bokförlaget Atlas, 2007, ISBN 978-91-73892-11-7)

### Výstavy
Významné samostatné a skupinové výstavy fotografií:
- „Pierwszy Powrót" ("První návrat", Göteborg 1976)
- „Polska i stan wojenny” ("Polsko a stanné právo", USA 1982-1985)
- „25 fotografików” (25 fotografů, Göteborg 1987)
- „Kobiety i fotografia nordycka” ("Ženy a severská fotografie", Oslo 1988, Kodaň 1989)
- „150 lat fotografii” ("150 let fotografie", Mölndal 1989)
- „Fotografie i grafika” ("Fotografie a grafika") s Janem Szmatlochem (Galeria Brama, Gliwice 1993)
- „Polen x 2” se Zbylutem Grzywaczem (Norrtälje Konsthall 1995)
- „Fotografie i instalacje” s Ewou Kurylukovou (Gerlesborg 1996)
- „Coincidence XV” ("Náhoda XV" Gallerie Ignis, Kolín nad Rýnem 1998)
- „Kobieta” (Kraków, Varšava, Poznań, Wrocław, Katowice, Bolesławiec, Wałbrzych, Lublin, Štětín, Bielsko-Biała 1979-1982)
- „Obrazki z Polski” ("Obrázky z Polska", Západní Berlín 1988, Hamburk 1990, Krakov 1992, Stockholm 1993)
- „Listonosz z Hauterives” ("Pošťák z Hauterives", Stockholm 1987, 1991)
- „Moje 20 lat z Teatrem Ósmego Dnia” („Mých 20 let s divadlem osmého dne“, Stockholm, Göteborg, Lund, Krakov, Poznaň, Brémy, Loccum, Katovice, Oldenburg, Gerlesborg 1992-1997)
- „Mój Śląsk” a „Portrety pisarzy i artystów” („Moje Slezsko“ a „Portréty spisovatelů a umělců“, Městské muzeum Gliwice 1996, Miskolci, Węgry 1997, Palais Jalta, Frankfurt nad Mohanem 1997)
- „Noblistka, Wisława Szymborska” ("Nositelka Nobelovy ceny, Wisława Szymborska", Jagelonská knihovna, Kraków 1996, Univerzitní knihovna Uppsala 1996, Univerzitní knihovna Katowice 1997)
- „Raport z niespodziewanej wizyty Wisławy Szymborskiej w Stockholmie” („Zpráva o nečekané návštěvě Wisławy Szymborské ve Stockholmu“, Polský institut, Stockholm 1997, Teatr Mały, Tychy 2005)
- „Teatr Ósmego Dnia i inne zdjęcia” ("Divadlo osmého dne a další fotografie", Mediarummet, Stockholm 1998)
- „Podróże po Polsce i innym świecie” "Cesty Polskem a jiným světem" (Židovské kulturní centrum, Kraków 1999, Centrum současného umění Zámek Ujazdowski, Varšava 1999, Theather Gallus, Frankfurt 2000)
- „Powroty ciąg dalszy” ("Návraty pokračují", Teatr Ósmego Dnia, Poznań 2001)
- „Ślady czasu” ("Stopy času"), fotografie Joanny Helanderové a grafiky Jacka Szewczyka, Mikaela Kihlmana, Örjana Wikströma (Zamek Kalmar, Galeria Pod Podłogą, Lublin, BWA Jelenia Góra 2003)
- „Kolor ale nie tylko” ("Barva, ale nejen ta", Divadlo osmého dne a radnice, Poznań 2004)
- „Subtelności śląskie” ("Slezské jemnosti", Instytut Mikołowski, Mikołów 2004)
- „Portrety” (Baltic Center, Visby 2004)
- „Ludzie z Zatoki Królewskiej” ("Lidé z Královské zátoky", Kungsviken Harrys Galleri, Biblioteka Miejska, Henån 2004 oraz Teatr Mały, Tychy 2005)
- „Czarno-białe, ale nie tylko” ("Černá a bílá, ale nejen to", Galleri Rosengångern, Lerum 2006)
- „Dokumentalistki” – kolektivní výstava (Galerie Zachęta, Varšava 2008)
- „Teatr Mon amour” ("Divadlo Mon amour", Knihovna Arvika 2008)
- „Teatr Ósmego Dnia” ("Divadlo osmého dne", Teatr Łaźnia Nowa, jako součást festivalu sociálních a politických umění "Mury", Kraków 2010)
- „Fotografie – przegląd” ("Fotografie - recenze"), Galeria Bla Huset, Göteborg 2011
- „Baby Patrzą. Fotografie 1976-2012” ("Miminka se dívají. Fotografie 1976-2012”) – retrospektivní výstava během Měsíce fotografie v Krakově, 2019
- „Jedyne. Nieopowiedziane historie polskich fotografek” ("Pouze. Nevyřčené příběhy polských fotografek“), kolektivní výstava (Dom Spotkań z Historią, Varšava 2021-2022)

V roce 2008 se v Národní galerii umění Zachęta ve Varšavě konala výstava Polské fotografky 20. století, která představila tvůrčí počiny padesáti polských dokumentaristek od 70. let 20. století, kde byly také prezentovány fotografie Joanny Helanderové. Mezi dalšími vystavujícími byly například: Małgorzata Apathy,
Anna Beata Bohdziewicz, Anna Brzezińska-Skarżyńska, Anna Chojnacka, Zofia Chomętowska, Maria Chrząszczowa, Maria Antonina Czaplicka, Irena Elgas-Markiewicz, Krystyna Gorazdowska, Helena Hartwigová, Wanda Herse, Halina Holas-Idziakowa, Irena Jarosińska-Małek, Irena Kummant-Skotnicka, Krystyna Łyczywek, Bożena Michaliková, Maria Kietlińska, Janina Mierzecka, Janina Mokrzycka, Anna Musiałówna, Zofia Nasierowska, Fortunata Obrąpalska, Julia Pirotte, Danuta Rago, Jadwiga Rubiś, Zofia Rydet, Jadwiga Wolska nebo Bolesława Zdanowska.

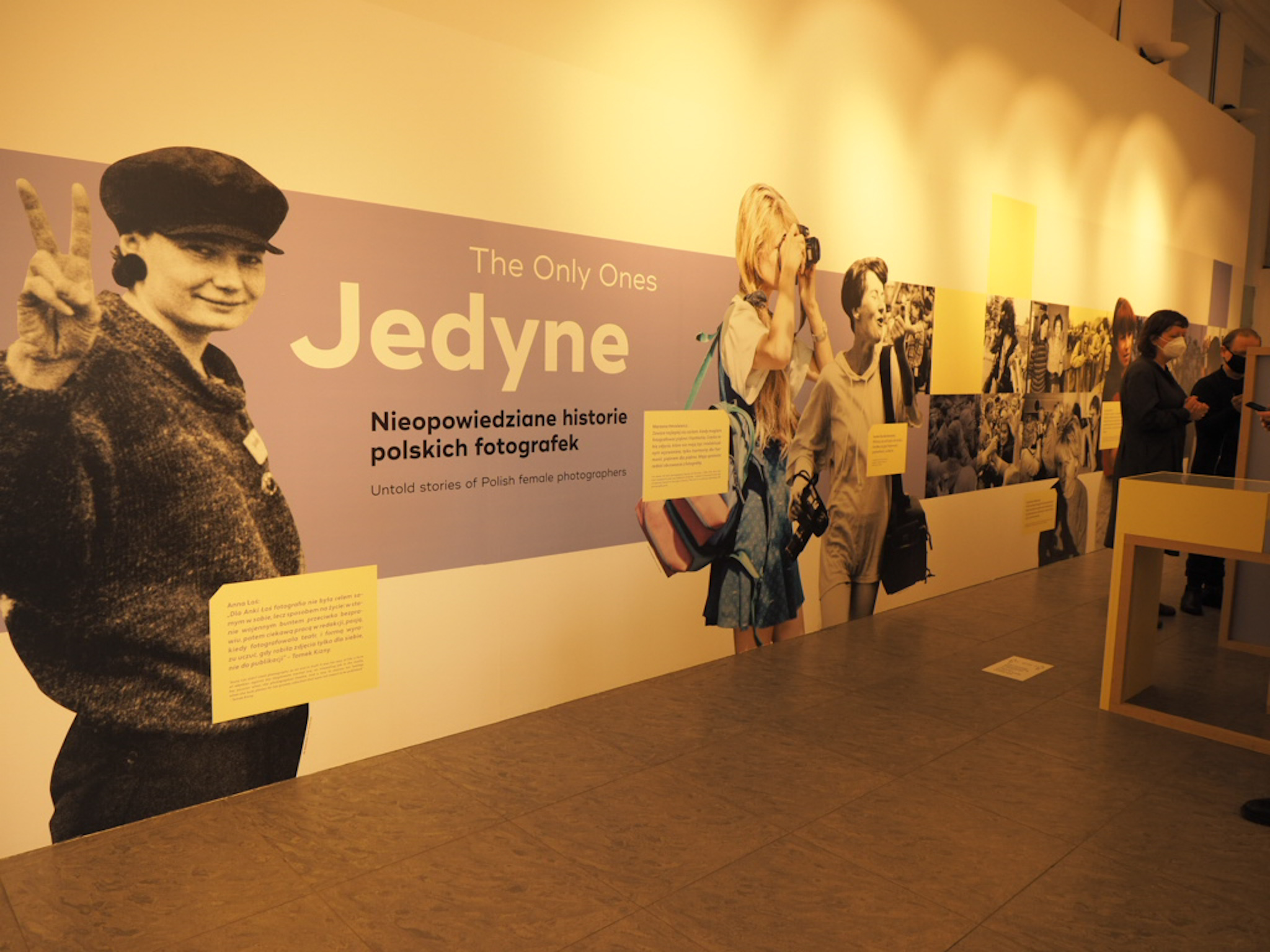
Výstava Jedyne. Nieopowiedziane historie polskich fotografek, Dom Spotkań z Historią, 2021

Na přelomu let 2021 a 2022 uspořádal Dom Spotkań z Historią ve Varšavě výstavu Jedyne. Nieopowiedziane historie polskich fotografek (Unikátní. Nevyprávěné příběhy polských fotografek), která doprovázela stejnojmennou knihu. Výstavu tvořilo téměř 150 fotografií třinácti polských fotografek, které v 70.–90. letech byly často jedinými ženami v mužských týmech nebo pracovaly samostatně. Autorky se zabývaly různými druhy fotografie. Pracovaly také jako fotoeditorky nebo byly vedoucími fotografických oddělení v redakcích novin. Publikovaly v uznávaných polských i zahraničních tiskových titulech, prezentovaly fotografie v albech a na výstavách a pro mnohé z nich byla fotografie životním stylem. Byly to například: Anna Beata Bohdziewicz, Iwona Burdzanowska, Joanna Helanderová, Marzena Hmielewiczová, Anna Michalak-Pawłowska, Anna Musiałówna, Anna Pietuszko-Wdowińska, Maja Sokołowska nebo Anna Łośová.

### Filmy
- Pocztówki z podziemia (Pohlednice z podzemí, 1981)
- Niech żyje Polska (Ať žije Polsko, 1981)
- Teater Åttonde Dagen / Teatr Ósmego Dnia (Divadlo osmého dne, 1992)
- Återkomster / Powroty (Návraty, 1994)
- Tvillingarna från Kraków / Bliźniaczki z Krakowa (Dvojčata z Krakova 1994)
- Babcia (Babička)
- Kto jest dobrym ojcem (Kdo je dobrý otec)
- Opowieść o Gerardzie K. (Příběh Gerarda K.)
- Walc z Miłoszem (2011)
- "Zaklinacz deszczu" (2011), 9 min, pro Juliana Kornhausera
- "Gdyby ta Polka była z nami", 10 min („Kdyby tato Polka byla s námi“, promítání v muzeu MOCAK během setkání věnovaného Wisławě Szymborské, únor 2012 a v Nobelově muzeu ve Stockholmu, duben 2011)
- "Wieczorem patrzą na księżyc" ("Večer se dívají na měsíc" 2012)
- "Światy Zbyluta" (2013)

### Překlady, publikace a články v tisku
Kromě své umělecké práce překládá do švédštiny a píše a publikuje v časopisech po celém světě, včetně: v Německu, USA a skandinávských zemích. Je autorkou překladů básní a textů, mimo jiné: Adam Zagajewski, Ryszard Krynicki, Stanisław Barańczak, Władysław Bartoszewski a Julian Kornhauser. V roce 2007 vyšla ve Švédsku kniha Władysława Bartoszewského „It’s Worth Be Decent“ v překladu Joanny Helanderová a Bo Perssona, ilustrovaná mj. fotografie Joanny Helanderové.
Je autorkou textu ke katalogu výstavy Julie Pirotte „Tváře a ruce“ v Židovském historickém ústavu v roce 2012.
V Polsku se její fotografie objevily v mnoha publikacích, včetně: v knize věnované Wisławě Szymborské od Anny Bikont a Joanny Szczęsny Pamiątkowe rpiecie, przedsiecie i sny (Prószyński i S-ka, 1997) a v mnoha časopisech a nakladatelstvích. Je autorkou alba o nositelce Nobelovy ceny Wisławě Szymborské „Gdyby ta Polka była w Szwecji (1999).
Mnoho rozhovorů s umělcem se objevilo v polském tisku, včetně: Na Głosie, Rzeczpospolita, Gazeta Wyborcza, Odra a v časopise Śląsk. Polská televize jí věnovala pořad Joanny Gromek „Slezská žena z Göteborgu“ a jeden z pořadů Kazimierze Kutze „Na wesoło, jest sadno“. Andrzej Klamt jí věnoval fragment filmu „Kdo jsem“.

## Ceny a ocenění
- Kříž svobody a solidarity (2012)
- Fotograf roku ve Švédsku (1983)
- Zvláštní cena Human Rights Prize za film Divadlo osmého dne na Mezinárodním filmovém festivalu Pärnu v Estonsku (1993)
- Zvláštní cena za film Návraty k 30. výročí Mezinárodní filmový festival Karlovy Vary (1995)
- Cena města Göteborg
- Landsorganisationen Award
- John Cassavetes Literary Award od Bokförlaget Korpen (1999)
- Čestný diplom ministra zahraničních věcí Władysława Bartoszewského za propagaci polské kultury v zahraničí (2001)
- Čestné občanství Rudy Śląska (30. listopadu 2017)[7]

Mnohokrát také získala stipendia od Švédské asociace spisovatelů a Asociace umělců ve Švédsku.